# Воля-Заленжна
Воля-Заленжна (пол. Wola Załężna) — село в Польщі, у гміні Опочно Опочинського повіту Лодзинського воєводства.
Населення — 752 особи (2011).
У 1975-1998 роках село належало до Пйотрковського воєводства.

## Демографія
Демографічна структура станом на 31 березня 2011 року:
|          | Загалом | Допрацездатний вік | Працездатний вік | Постпрацездатний вік |
| -------- | ------- | ------------------ | ---------------- | -------------------- |
| Чоловіки | 374     | 76                 | 249              | 49                   |
| Жінки    | 378     | 80                 | 224              | 74                   |
| Разом    | 752     | 156                | 473              | 123                  |